# Mukwonago (hrabstwo Waukesha)
Mukwonago – wieś w Stanach Zjednoczonych, w stanie Wisconsin, w hrabstwie Waukesha.